# Уичоли

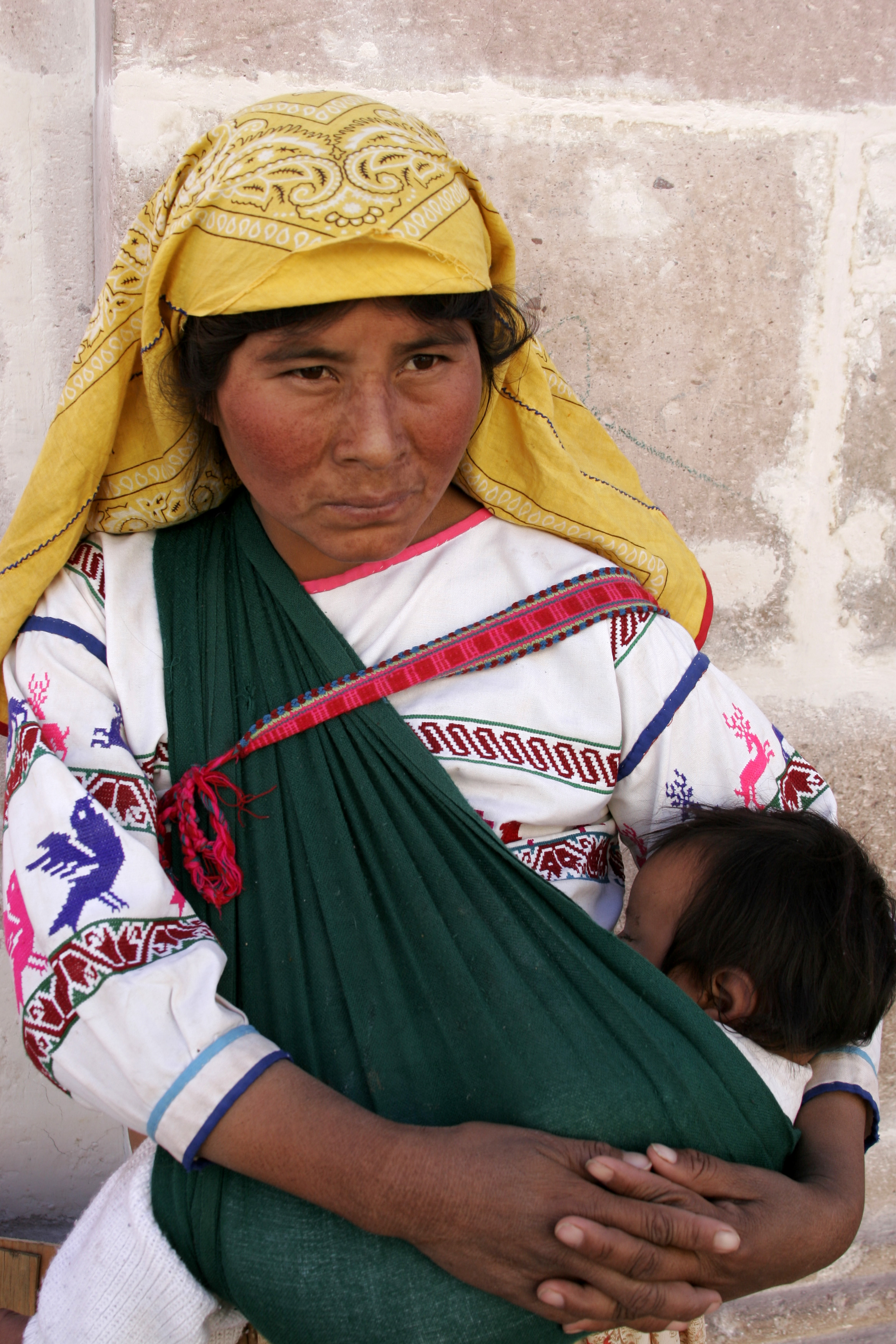
женщина-уичоль из штата Сакатекас

Уичо́ли (исп. huichol, самоназвание wixárika (wirrárika)  или во мн. числе wixáritari (wirráritari)  — «настоящие люди») — индейский народ, проживающий в западной и центральной Мексике. Говорят на языке уичоль юто-ацтекской семьи.
Происхождение этнонима «уичоль» до сих пор неясно. Наиболее вероятно, что это искажение индейского слова wixárika, которого не могли правильно расслышать или записать испанские колонизаторы. По другой версии, это уничижительное прозвище, которое ацтеки дали уичолям ещё до Конкисты. Существуют и другие версии.

## Место расселения
Уичоли населяют область Западной Сьерра-Мадре в штатах Наярит, Халиско, Сакатекас и Дуранго. Делятся на пять крупных автономных общин, имеющих собственную светскую и религиозную власть: Сан-Андрес-Коамиата (Tateikie на языке уичоль), Санта-Катарина-Куэскоматитлан (Tuapurie), Сан-Себастьян-Тепонауастлан (Wautia) и Туспан-де-Боланьос (Tutsipa) в муниципалитетах Мескитик и Боланьос на севере Халиско, Гуадалупе-Окотан (Xatsitsarie) в Наярите. Также уичоли живут в общинах индейцев кора в Меса-дель-Наяр.

## Язык
Язык — уичоль юто-ацтекской семьи корачоль-ацтекской ветви, близкой к языку кора. Свой язык уичоли называли tewi niukiyari, что значит «слова людей». Также говорят на испанском языке.
Уичоли не знали письменности, отсюда расхождения в написании учольских слов. Например, x ↔ r или rr, r ↔ l.
Однако уичоли использовали пиктограммы «неарики», что на языке вичолов значит «разрисованная шерсть».

## История
Происхождение уичолей достоверно неизвестно, однако на основании лингвистических, мифологических и археологических данных можно предположить, что учиоли являются потомками нескольких этнических групп, населявших когда-то район Сьерры.
Предания уичолей говорят, что они происходят из штата Сан-Луис-Потоси, откуда впоследствии мигрировали на запад, в места теперешнего расселения. Раз в год группа из 20-30 мужчин совершает паломничество на свою историческую родину в Сан-Луис-Потоси за галлюциногенным кактусом пейотлем. Флорентийский кодекс монаха Бернардино де Саагуна описывает теочичимекский ритуал, схожий с ритуалом уичолей, и это позволяет предположить, что среди предков уичолей были племена северных индейцев-теочичимеков. Кроме того, есть вероятность, что они также происходят от племен, населявших побережье: в преданиях рассказывается о том, как боги вышли из моря и совершили паломничество на восток от Сьерры.
Среди историков и антропологов существуют разные теории относительно времени прибытия уичолей в район Сьерры, но их устная история говорит, что они пришли в места, уже занятые другим народом. Устная история тепекано подтверждает, что деревни, где теперь проживают уичоли, в прошлом принадлежали тепекано.

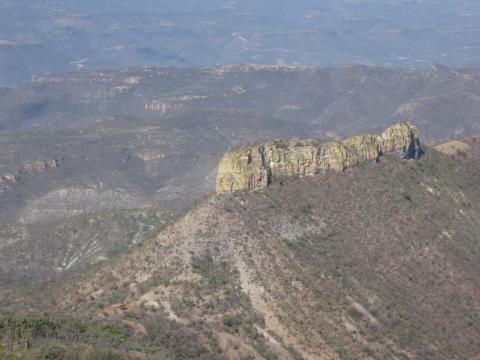
Каньон Боланьос

Вероятно, уичоли действительно происходят из штата Сан-Луис-Потоси и до миграции в район каньона Боланьос входили в этническую группу гуачичилей. Ключевым пунктом традиционной религии уичолей является пейотль. Его собирают в месте, которое они зовут Вирикута (Wirikuta), оно находится в районе Реал-де-Каторсе в штате Сан-Луис-Потоси. Пейотль не встречается на землях уичолей, но обильно произрастает в Сан-Луис-Потоси, в области, которая до прибытия конкистадоров принадлежала гуачичилям. Маловероятно, что воинственные гуачичили, ревностно охранявшие свою территорию, позволили бы чужому племени спокойно приходить на их земли и собирать пейотль, если бы не считали это племя частью собственного народа. Это также подтверждается устными преданиями уичолей, как и сходством между языком уичолей и уже мёртвым языком гуачичилей.
Исторические документы свидетельствуют о том, что к XVI веку уичоли уже прибыли в район на севере современного Халиско. Монах Алонсо Понсе де Леон в 1587 году писал, что провинцию Тепеке населял народ, который объединялся с гуачичилями, чтобы нападать на испанские поселения и обозы. Из исторических свидетельств можно сделать вывод, что уичоли прибыли в каньон Боланьос примерно в то же время, что и испанцы, которые привезли с собой болезни, выкосившие коренное население в Сакатекасе и Сан-Луис-Потоси. Индейцы, не умершие из-за эпидемий, подвергались жестокой эксплуатации на энкомьендах, что также отражено в устном предании уичолей.
Уичоли пришли в район каньона Боланьос в поисках спасения, где уже находились поселения тепекано. Вероятно, происходило смешение обеих этнических групп, о чём свидетельствует сходство традиций и ритуалов (как, например, использование молитвенных палочек чималей (chimales) или пейотля в обрядах). Есть сведения о восстании, которое подняли оба народа вместе в Эль-Теуле в 1592 году.
Во время Конкисты испанскими войсками на этой территории командовал Нуньо де Гусман, который прошёл по Наяриту, сея смерть и разрушения на своём пути. Уцелевшие бежали в труднодоступные районы Сьерры. Вдоль границы завоеванной территории испанцы основали поселки Колотлан, Мескитик, Уахимик, Уэхукилья и Тенсомпа. Окончательно уичоли были завоеваны в 1720 году после упорного сопротивления, однако период насилия не закончился. В 1873 году уичоли оказали поддержку восстанию Мануэля Лосады. В 1887 году правительство Порфирио Диаса попыталось снова размежевать землю уичолей, что вызвало новое противостояние.
В настоящее время уичоли продолжают защищать свои права от злоупотреблений тех, кто пытается отнять у них землю.

## Образ жизни

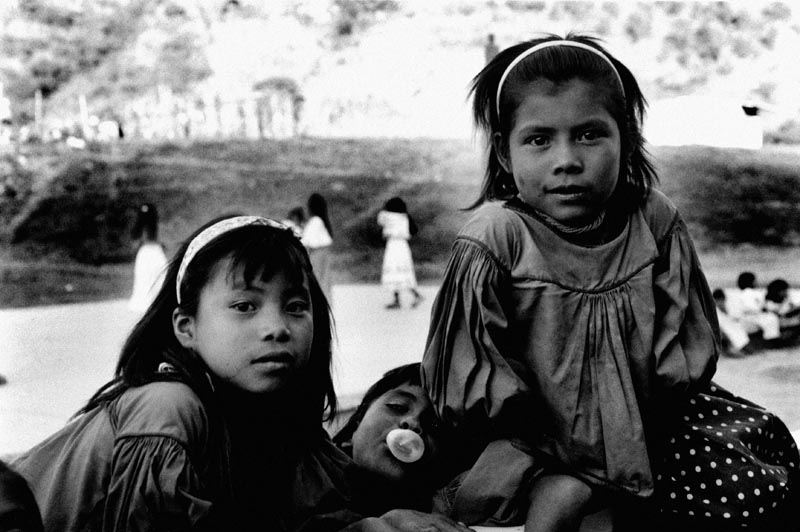
Девочки-уичоли, штат Халиско

Уичоли занимаются сельским хозяйством в трудных условиях засухи, сменяющейся сезоном дождей, выращивают амарант, батат, кофе, кукурузу, перец чили, сахарный тростник, табак, тыквы, фасоль, разводят скот и домашнюю птицу, охотятся, занимаются ремеслами.
Рацион в основном состоит из тортилий, приготовляемых из синей, красной, жёлтой или белой кукурузы, фасоли и риса, изредка мяса птицы или свинины, молочных продуктов и фруктов.
Браки заключаются в возрасте 14-17 лет по предварительному сговору родителей жениха и невесты. Расширенные семьи уичолей селятся небольшими, как правило, эндогамными общинами на нескольких ранчо. Эти общины состоят из отдельных домов, принадлежащих нуклеарной семье. Дома в основном из саманного кирпича и камней с соломенными крышами. Встречаются дома как с несколькими комнатами, так и с одной. Рядом со своими жилищами уичоли строят так называемые «дома бога» (ririki или xiriki), посвящённые божествам и предкам.
Мелкие общины входят в состав более крупных, во главе которых стоит совет старейшин kawiterutsixi, которые обычно также являются шаманами. Они осуществляют светскую и религиозную власть, а также хранят старинные традиции и потому являются самыми уважаемыми людьми сообщества. Уичоли добиваются самоуправления на своей земле, однако помимо местных властей подчиняются и представителям государственной власти.

## Народный костюм

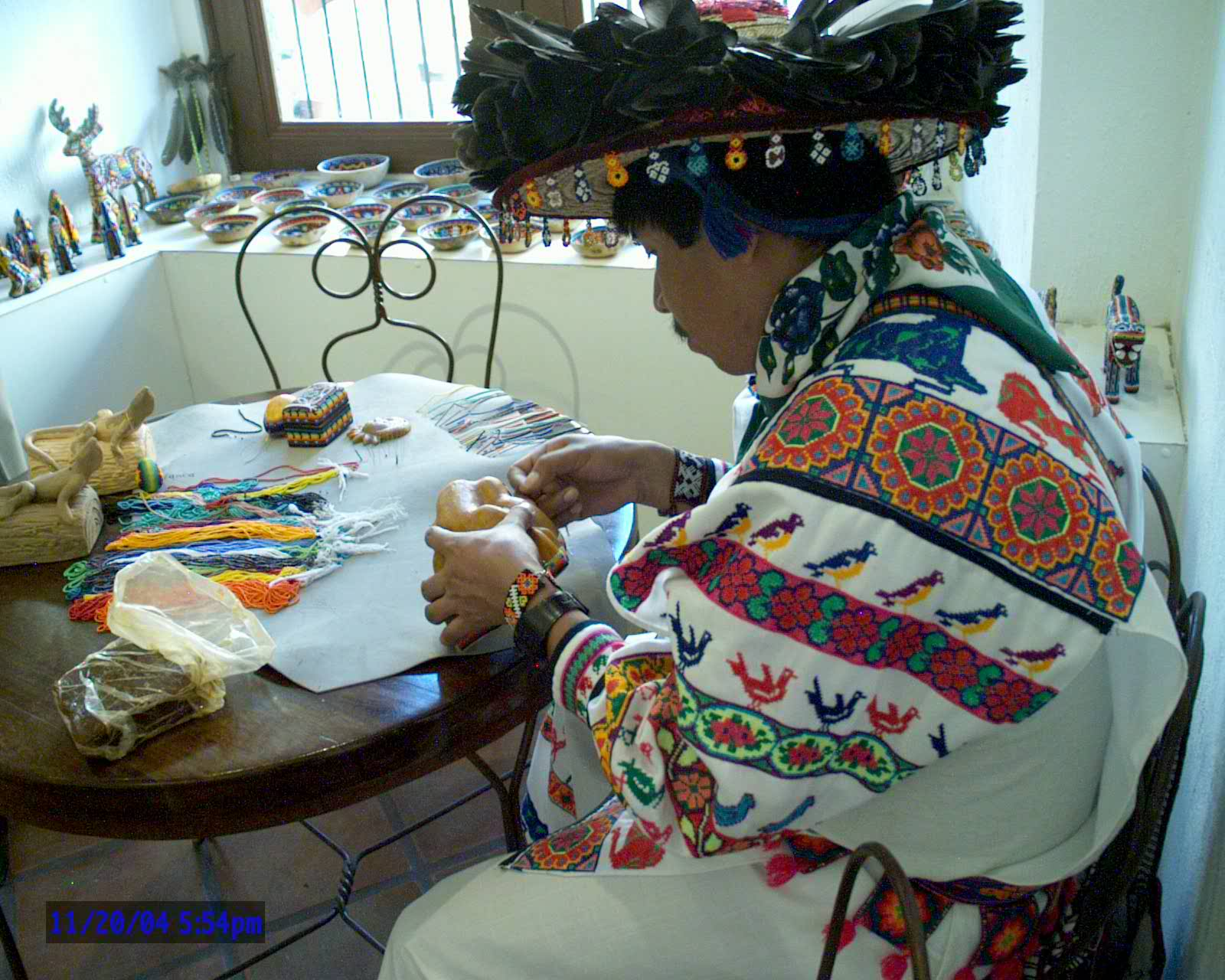
Мастер за работой

Уичоли известны вычурностью своих костюмов. У мужчин это вышитая kamirra (← kamixa ← исп. camisa, рубаха) или kutuni, длинная рубаха, открытая с боков и подпоясанная широким узорным поясом из шерсти. На поясе подвешиваются несколько хлопчатобумажных сумочек с орнаментом, которые называются kuihuame или huaikuri и связаны между собой шнуром. В эти сумочки ничего не кладут, они выполняют исключительно декоративную функцию. Также через плечо носят тканые и вышитые сумки kuchuri. На шею повязывают tubarra, вышитый платок, украшенный по краю красной фланелевой тесьмой. Шляпу, которую называют rupurero (← xupurexu ← *šubureru ← исп. sombrero, шляпа), украшают бисером, перьями, шерстяной нитью, цветами, шипами или кусочками коры. Мужчины народа уичоль всегда ярко одеты, так как их жёны стараются как можно красивее вышить их костюмы.
В отличие от мужского, типичный женский костюм довольно прост и состоит из короткой, широкой блузы в талию, которую называют kutuni, юбки в сборку ihui с широкой узорной каймой и передника с бахромой. Голову покрывают шалью ricuri из полотна с красивой вышивкой. Также женщины носят украшения: ушные подвески и браслеты.
Декоративные мотивы традиционного костюма уичолей чрезвычайно разнообразны и с древних времен сохраняют магический смысл, описанный норвежским этнографом Карлом Люмхольтцем в книге «Неизвестная Мексика» ещё в 1902 году. На праздники уичоли по обыкновению раскрашивают лица символическими рисунками, а жрецы maraakates проводят церемонии с muwieris — палочками, украшенными перьями.

## Ремёсла и декоративно-прикладное искусство

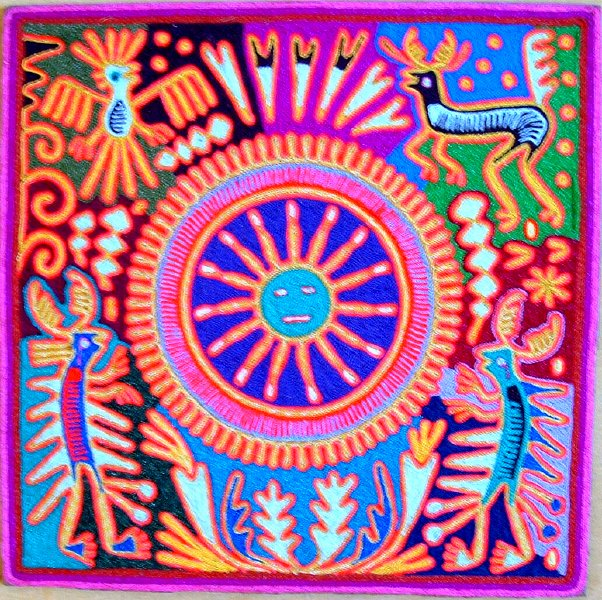
Картина в «ниточной» манере

Антрополог Роберт Зингг назвал уичолей «племенем художников».
Формы художественного выражения уичолей отражают их религиозные верования, которые воплощаются в их искусстве. Уичоли занимаются ткачеством, вышивкой, узорным плетением, бисерным рукоделием, росписью, выделкой кожи, изготавливают луки и стрелы, музыкальные инструменты.
Также широко известны nierika — своеобразные картины, выполненные в характерном стиле из шерстяной пряжи, одновременно являющиеся и предметом прикладного искусства, изготавливаемым на продажу, и религиозным объектом. Традиционно они представляют собой круглую или квадратную дощечку с отверстием в центре, покрытую с обеих сторону смесью пчелиного воска и сосновой смолы, на которую наклеивают разноцветные шерстяные нити. Такие дощечки можно встретить в домашних святилищах, храмах, священных пещерах и источниках. Ньерика является проводником в мир духов. Она называется зеркалом с двумя лицами, поэтому рисунками покрываются обе стороны. Отверстие в середине — магический «глаз», через который человек и боги могут видеть друг друга.
В последние десятилетия многие учиоли переселились в города, такие как Тепик, Наярит, Гвадалахара и Мехико. Именно они привлекли внимание к богатой культуре своего народа. Чтобы сохранить древние обычаи и верования, они начали изготавливать картины в традиционной «ниточной» технике уичолей, а также написанные красками, но сохраняющие мотивы и колорит, характерные для старинного искусства — своего рода его модернизированный вариант.

Однако для уичолей это не просто форма эстетического выражения или изготовляемые на продажу сувениры. Символизм картин, их психоделические цвета имеют источником их культуру и религиозные традиции шаманизма.

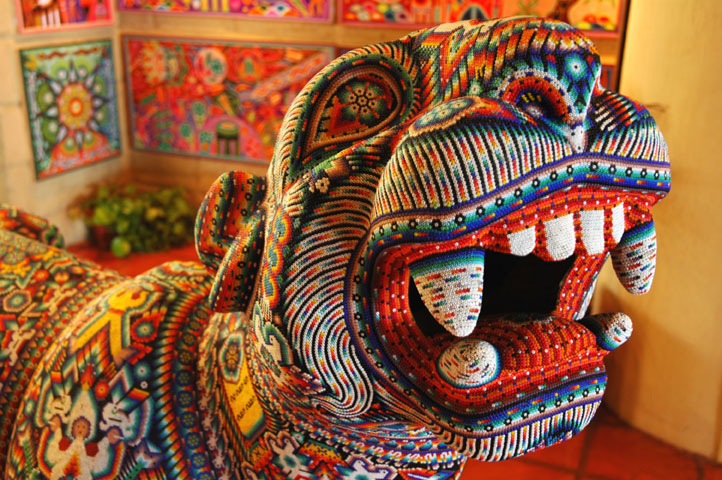
Ягуар, выложенный бисером

Впервые выставка крупных картин, выполненных в этой технике, прошла в Гвадалахаре в 1962 году. В настоящее время широкий ассортимент разноцветной пряжи позволяет создавать сложные композиции, представляющие собой истинные произведения искусства. Некоторым художникам-уичолям удалось добиться известности и коммерческого успеха: например, художнику Хосе Бенитесу Санчесу, который выставлял свои работы в США.
Работа с бисером является в некотором роде новым ремеслом для уичолей. Хотя подобные изделия появились ещё задолго до испанского завоевания, в древности вместо бисера использовались кусочки кости, глина, кораллы, камни, ракушки и семена. Поскольку это были ритуальные предметы, цвета подбирались со смыслом: синий обращался к духу дождя; чёрный к Тихому океану, красный означал Вирикуту, место рождения пейотля, оленя и орла. Бисерные изделия также представляют собой аппликацию: стеклянные, пластмассовые или металлические бисерины наклеиваются на деревянную форму, покрытую пчелиным воском. Как правило, это изображения животных, маски, чаши. В них, как и в других предметах творчества уичолей, отражаются мифологические и религиозные символы и сюжеты.

## Религия и мифология

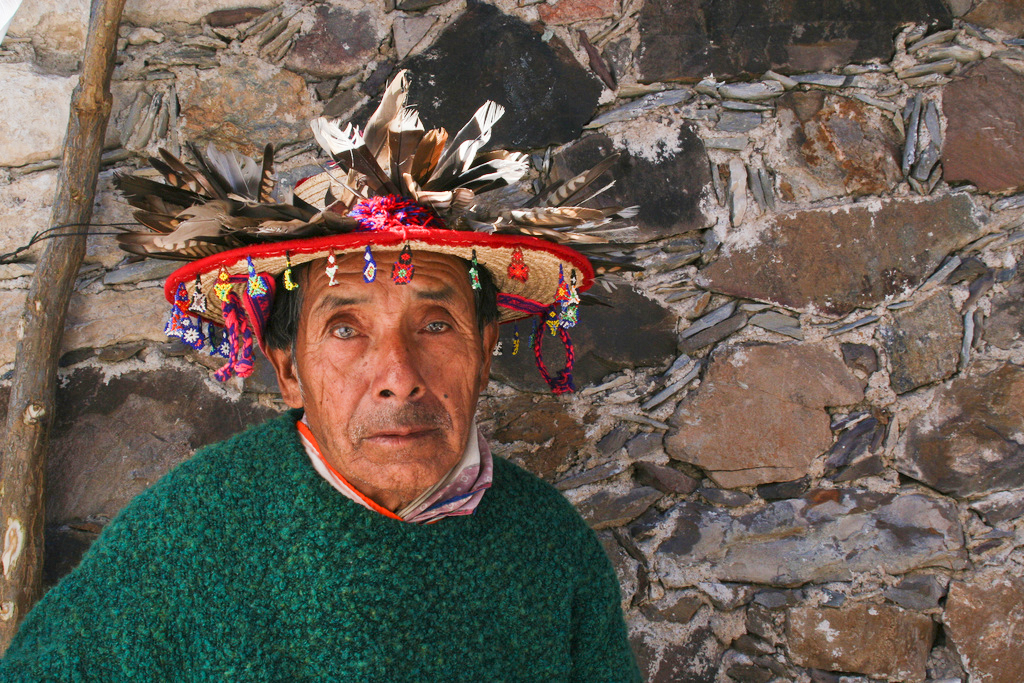
Шаман

Уичоли сохранили традиционные культы, основанные на шаманизме, нагвализме, анимизме, вере в магию. Они имеют собственное представление о происхождении мира и истории своего народа, которые воплощаются в мифах, искусстве и ритуалах. Миф является образцом для любого действия, поэтому уичоли сеют, охотятся и совершает те же обряды, которые совершали их предки. В их верованиях мир имеет священное измерение, обладающее большой силой, и жрецы mara’akate (мн. число mara’akame) проникают в него, чтобы установить связь между двумя мирами — богов и людей.
Один из ключевых моментов — связь между кукурузой, оленем и пейотлем. Первые два необходимы для пропитания, а пейотль представляет собой способ магического постижения мира и материальное проявление божественного.
Пантеон уичолей включает более тридцати богов, которые, говоря упрощённо, разделяются на две противоположности: вода (сезон дождей) и огонь (засуха), свет и тьма, мужское начало и женское. Среди водных богинь наша Бабушка-Произрастание Takutsi Nakawé, Мать-Земля, богини кукурузы Kacíwalí и Otuanáka, покровительница рожениц Komatéame и другие. В основном это заботливые, хотя и строгие матери. Боги мужского пола опасны и разрушительны. Среди них выделяются наш Дедушка-Огонь Tatewarí, наш Отец-Солнце Tayaupá, Akaitewarí (бог ветра), Paritzika (бог дома и оленей) и другие.
Альфредо Лопес Аустин, цитируя известного исследователя индейских культур Роберта Зингга, так описывает космогонические представления уичолей:
«Уичоли полагают, что в мире существуют две противоположные космические силы: огненная, которую представляет Tayaupá, наш Отец-Солнце, и водная, которую представляет Nacawé, богиня дождя». Между ними часто происходит борьба. «Орлы-звёзды, светящиеся создания нашего Отца, устремляются в лагуны и уничтожают водяных змей Nacawé. Поверженные змеи поднимаются в небо, принимая форму облаков. Однако борьба является лучшей созидательной силой, поскольку в схватке противостоящие силы соединяются». Божественным сущностям необходимо смешаться со смертью, чтобы достичь земного существования. Мифы говорят, что «Солнце создало земные существа из своей слюны, которая появилась в виде красной пены на океанских волнах». В ней содержались «сердца» или «сущности». «Само Солнце имеет сердце… Оно принимает вид птицы tau kúkai. Птица вышла из подземного мира и поставила крест на океан. Родился Отец-Солнце, взобрался по кресту… и так убил тьму мира своими ударами».
Уичоли живут в мире, пронизанном магическими связями. Для них существует пять направлений: четыре стороны света и пятое, духовное, источник силы и просветления. Между человеком и природой устанавливается симбиотическое равновесие: кукуруза погибнет без человека, человек погибнет без кукурузы. Поэтому, «когда крестьянин опускает в землю зерно, он устанавливает священную связь с растениями и всеми жизненными силами природы». Обращаясь к духам за помощью, человек обязан соблюдать установленные правила, которые духи диктуют шаманам в видениях и снах. «Животные и растения говорят с человеком, стрелы доставляют молитвы, змеи приносят дождь или наделяют человека даром вышивания, пумы являются посланниками богов — все это реальность в системе верований уичолей».